# Charles Alfred Anderson
Charles Alfred Anderson (Bloomington, 1902 – Pomona, 9 gennaio 1990) è stato un mineralogista statunitense.
Docente di petrografia in varie università statunitensi e sovrintendente alle miniere statali, si occupò di petrografia di terreni del Precambriano, scoprendo il minerale noto come andersonite.